# Guerra di successione al patriarcato di Aquileia
La guerra di successione al patriarcato di Aquileia fu un conflitto che coinvolse tutte le potenze del Triveneto. Il conflitto si originò nel 1381 in seguito alla nomina a patriarca di Aquileia di Philippe d'Alençon che riaccese la rivalità tra Udine, sostenuta dagli Scaligeri, e Cividale appoggiata dai Carraresi. La guerra portò nel 1387 alla battaglia di Castagnaro che vide vincitori i Carraresi, che però l'anno seguente a causa dell'alleanza tra la Repubblica di Venezia e il Ducato di Milano persero tutti i territori conquistati.

## Contesto storico
La nomina a patriarca di Aquileia di Filippo di Alençon (1381) provocò gravi discordie, la cui ragione principale fu il dissidio tra Udine e Cividale per questioni di interesse commerciale, legate a motivi di prestigio cittadino e familiare. Il patriarca si schierò apertamente con Cividale, suscitando la furiosa reazione degli udinesi che lo costrinsero a fuggire dallo Stato patriarcale.
Si formarono due fazioni: quella filoimperiale, che sosteneva Filippo ed era costituita da Cividale in rappresentanza del patriarcato, dai Carraresi con Francesco “Il Vecchio” da Carrara, dal regno d'Ungheria e dalle famiglie locali dei di Prata, di Porcia, di Ragogna, gli Spilimbergo e i Prodolone, e la fazione filoveneziana, chiamata La felice unione, che contestava la nomina a patriarca di Filippo, cui aderirono gli Scaligeri con Antonio della Scala, le famiglie dei Duino, gli Zoppola, i da Cusano, i di San Vito e i di Valvasone, i Colloredo, i da Maniago, Federico Savorgnan (che fu ascritto al patriziato veneziano e provvisionato il 3 aprile 1385), Venceslao da Spilimbergo, Nicoletto da Castello e le città di Sacile e Marano.
Il 7 ottobre 1382 il comune di Udine nominò Simone di Colloredo capitano generale della Lega:
Nobilis Miles D. Simon de Coloreto, Capitaneus generalis totius exercitus cum potestate mixti et meri imperii ad puniendum quoscumque.

## Storia
Il 25 gennaio 1381 Venezia inviò 24 galee ad occupare Trieste costringendola ad aderire alla Felice Unione; pochi mesi dopo Leopoldo III d’Asburgo duca d'Austria penetrò nella città, occupandola (7 agosto 1382), la quale fece poi atto di dedizione agli Austriaci (Graz, 30 settembre 1382); la città restò agli Asburgo fino al 1918.
I cividalesi presero la roccaforte di Gemona dopo 7 giorni d'assedio, il 14 ottobre 1383; la città cadde di nuovo (nel 1385) nelle mani degli udinesi, guidati da Giovanni di Colloredo, che poi assaltarono anche il castello di Villalta ed investirono Cividale per 8 giorni con 4 bombarde, respingendo una sortita (23 gennaio 1386) e saccheggiando i dintorni.
Nel frattempo, il conflitto aveva assunto nel 1385 grandi proporzioni con l'intervento militare dei Carraresi; il signore di Padova Francesco I da Carrara, che da tempo aveva l'ambizione di espandere ad est i propri domini, prese le parti del patriarca esiliato, già suo alleato nella guerra di Chioggia, sedò la rivolta udinese nel febbraio 1385 e reinsediò al potere il cardinale francese.
In quegli anni erano frequenti le guerre tra padovani e veneziani; questi ultimi, non potendo permettere l'espansione in Friuli del tradizionale nemico, tra il marzo ed il maggio del 1385 si allearono con gli udinesi e con gli Scaligeri di Verona, che ambivano ad espandere il proprio territorio conquistando Padova. I Carraresi avevano perso il supporto del Regno d'Ungheria, in preda a lotte interne per la successione, e risposero alleandosi in funzione anti-veronese con i Visconti, signori di Milano. Quello stesso anno, le truppe di Padova tentarono invano di conquistare importanti comuni friulani.
Dopo un periodo di stallo, l'anno successivo la guerra fu ripresa dagli Scaligeri, il cui attacco fu arginato dai padovani alle porte della città in zona Brentelle. L'incertezza iniziale di questa battaglia si risolse in favore dei Carraresi, le cui truppe costrinsero i veronesi alla ritirata il 25 giugno 1386. La vittoria delle Brentelle mise in evidenza le debolezze degli Scaligeri, e l'anno seguente furono i padovani ad attaccare la signoria veronese. La battaglia di Castagnaro ebbe luogo il 1º marzo 1387 nella cittadina che si trova pochi chilometri a sud del capoluogo scaligero. Le truppe di Verona erano condotte dai capitani di ventura Giovanni Ordelaffi di Forlì e Ostasio da Polenta di Ravenna, mentre i padovani erano comandati dal condottiero inglese Giovanni Acuto e da Francesco Novello da Carrara, figlio del signore di Padova. La battaglia è considerata la più grande vittoria di Giovanni Acuto, che attirò in una trappola e sgominò i veronesi dopo aver finto di ritirarsi.
Nel fronte orientale passarono alla controffensiva i cividalesi, che respinero gli udinesi a Savorgnan (30 luglio 1387), bombardando e costringendo alla resa Sacile (6 agosto 1387), ma furono sconfitti dagli udinesi agli ordini di Colloredo al passo del Torre (1º ottobre 1387). Il castello di Artegna venne distrutto.
La sconfitta di Castagnaro segnò la fine della lunga egemonia degli Scaligeri, che dopo qualche mese sarebbero stati cacciati da Verona dalle truppe viscontee. Il signore di Verona Antonio della Scala trovò rifugio presso il suocero Guido III da Polenta, signore di Ravenna, mentre il resto della famiglia si sparse in Italia e in Germania. Il grande successo ottenuto si rivelò una vittoria di Pirro per i Carraresi, che concordarono la spartizione dei territori scaligeri con Gian Galeazzo Visconti. Quest'ultimo non mantenne le promesse e dopo la cacciata degli Scaligeri, oltre a conquistare Verona, tenne per sé anche Vicenza, che a quel tempo faceva parte della signoria veronese e che era stata promessa a Francesco I da Carrara.
Con le finanze ridotte allo stremo dalle molte guerre sostenute, nel 1387 la signoria padovana perse l'alleato Filippo d'Alençon, richiamato in Francia, e rimase definitivamente isolata dopo che i tradizionali alleati fiorentini si dichiararono neutrali sulla guerra. Il 29 maggio 1388, i Visconti strinsero alleanza con i veneziani con l'obiettivo di cacciare i Carraresi e spartirsi i loro domini. Francesco I si vide costretto a rinunciare alla signoria in favore del figlio Francesco Novello, che nel novembre successivo si arrese ai milanesi. Quello stesso anno Filippo d'Alençon rinunciò all'investitura di patriarca, ponendo formalmente fine al conflitto.